# Klolösa uttrar
Klolösa uttrar (Aonyx) är ett släkte rovdjur i underfamiljen uttrar som förekommer i Afrika. Släktet består av två arter men vissa forskare räknar även arten asiatisk klolös utter (Amblonyx cinereus) till släktet. 

## Kännetecken
Som namnet antyder har dessa djur starkt tillbakabildade klor eller saknar dessa helt. De liknar mer människans naglar än andra djurs klor. Dessutom har de rudimentär simhud som ger fingrarna större rörlighet. Pälsen hos dessa djur har en brunaktig färg som på undersidan är ljusare. Vid ansikte, hals och bröst förekommer ibland vita fläckar. Som alla uttrar har de en långsträckt kropp med korta extremiteter och en kraftig svans. Klolösa uttrar når en kroppslängd mellan 60 och 100 centimeter, en svanslängd mellan 40 och 70 centimeter och en vikt mellan 13 och 34 kilogram. De är på så sätt betydligt tyngre än sin asiatiska släkting och även massivare än den europeiska uttern.
Klolösa uttrar är huvudsakligen aktiva under gryningen och på natten. I regioner långt bort från människans boplatser jagar de även på dagen. På grund av de tillbakabildade klorna gräver de inga bon utan vilar gömda under trädstammar eller i tät undervegetation. Varje individ lever vanligtvis ensam men territorierna överlappar sig och ibland försvarar flera individer gemensamt revirets gränser mot inkräktare eller jagar tillsammans.
Efter dräktigheten som varar i cirka 63 dagar föder honan två eller tre ungar som vistas ungefär ett år hos modern.